# Michael Ben David
Michael Ben David (tiếng Hebrew: מיכאל בן דוד, IPA: [miχaˈʔel ben daˈvid]; sinh ngày 26 tháng 7 năm 1996) là một ca sĩ người Israel sẽ đại diện cho đất nước của mình trong Eurovision Song Contest 2022. Anh sẽ biểu diễn ca khúc "I.M" trong đêm bán kết thứ hai.

## Cuộc đời và sự nghiệp
Michael Ben David sinh năm 1996, là con thứ hai trong gia đình có sáu anh chị em, có cha và mẹ là người Do Thái gốc Gruzia nhập cư vào Israel từ Ukraina. Anh bắt đầu học giọng và học vũ đạo dưới sự điều hành của biên đạo múa người Israel Oz Morag khi còn nhỏ. Anh cũng từng làm bồi bàn hát tại một quán bar ở Tel Aviv. Sau khi hoàn thành nghĩa vụ quân sự bắt buộc, anh theo học tại Trường Nghệ thuật Biểu diễn Beit Zvi, nơi đào tạo một số cựu nghệ sĩ Eurovision của Israel như Rita, Shiri Maimon và Harel Skaat, tốt nghiệp năm 2020. Trong thời gian học tại trường, anh tham gia vở kịch và nhạc kịch.

### The X Factor Israelvà Eurovision 2022
Vào tháng 10 năm 2021, Ben David tham gia buổi thử giọng cho mùa thứ tư của The X Factor Israel, chương trình này sẽ được sử dụng để chọn đại diện của Israel cho Eurovision Song Contest 2022. Sau buổi thử giọng thành công, anh được ghép nối với người chiến thắng Eurovision và ngôi sao nhạc pop Israel Netta. Trong chương trình, anh biểu diễn một số bài hát, bao gồm "Gimme! Gimme! Gimme! (A Man After Midnight)" của ABBA, "Idontwannabeyouanymore" của Billie Eilish và "It's a Sin" của Pet Shop Boy. Ben David giành chiến thắng trong trận chung kết với ca khúc "I.M" và sẽ đại diện cho Israel trong cuộc thi Eurovision Song Contest 2022.
|                        | Bài hát                                       | Nghệ sĩ gốc                          |
| ---------------------- | --------------------------------------------- | ------------------------------------ |
| Buổi thử giọng         | "Juice"                                       | Lizzo                                |
| Buổi thử giọng         | "Ima" (אמא)                                   | Miri Mesika                          |
| Thử thách ghế nóng     | "California Dreamin'"                         | The Mamas & the Papas                |
| Chương trình trực tiếp | "It's a Sin"                                  | Pet Shop Boys                        |
| Chương trình trực tiếp | "Emor Shalom" (אמור שלום)                     | Shokolad, Menta, Mastik              |
| Chương trình trực tiếp | "Etz Yarok MiPlastic" (עץ ירוק מפלסטיק)       | Margalit Tzan'ani                    |
| Chương trình trực tiếp | "Gadal Li Ktzat Zakan" (גדל לי קצת זקן)       | Eden Hason                           |
| Chương trình trực tiếp | "Efes Ma'amatz" (אפס מאמץ)                    | Static & Ben El feat. Netta Barzilai |
| Chương trình trực tiếp | "Bo'er Bi HaShinuy" (בוער בי השינוי)          | Marina Maximilian                    |
| Chương trình trực tiếp | "Gimme! Gimme! Gimme! (A Man After Midnight)" | ABBA                                 |
| Chương trình trực tiếp | "Idontwannabeyouanymore"                      | Billie Eilish                        |
| Bài hát tự chọn        | "I.M"                                         | Michael Ben David                    |
| Bài hát tự chọn        | "Don't"                                       | Michael Ben David                    |
| Chung kết              | "Shnei Meshug'aim" (שני משוגעים)              | Omer Adam                            |
| Chung kết              | "I.M"                                         | Michael Ben David                    |

## Đời tư
Tính đến năm 2022, Ben David đã có mối quan hệ với Roi Ram, người mà anh gặp khi theo học tại Beit Zvi trong ba năm. Cặp đôi đóng vai chính trong một số vở nhạc kịch cùng nhau như A Thousand and One Nights và King Solomon and Shlomo the Shoemaker, và cả trò hề The Kitchen. Ram vẫn đang làm việc trong thế giới sân khấu âm nhạc, thực hiện chuyến lưu diễn năm 2022 của bộ phim chuyển thể từ Phù thủy xứ Oz của L. Frank Baum.